# 岐阜県出身の人物一覧
岐阜県出身の人物一覧（ぎふけんしゅっしんのじんぶついちらん）は、ウィキペディア日本語版に記事が存在する岐阜県出身の人物の一覧表である。

## 公人

### 政治家
- 青木茂（第23・24代豊橋市長）
- 伊藤孝恵（参議院議員）- 下呂市出身
- 大野明（第45代労働大臣、第63代運輸大臣、衆議院議員、参議院議員）- 山県市出身
- 大野伴睦（第42・43代衆議院議長）- 山県市出身
- 片野春男（扶桑町議会議員、愛知県警察警視）
- 金子一平（第83代大蔵大臣、衆議院議員）- 高山市出身
- 金子一義（第11代国土交通大臣、行政改革担当大臣、衆議院議員）- 高山市出身
- 梶原拓（第47 - 50代岐阜県知事、第9代全国知事会会長）- 岐阜市出身
- 神田孝平（貴族院議員、元老院議官、初代兵庫県令）‐ 垂井町出身
- 郷純造（貴族院議員）- 岐阜市出身
- 棚橋泰文（第3・4代内閣府特命担当大臣（科学技術政策担当）、衆議院議員）- 大垣市出身
- 野田卯一（第6代建設大臣、第9代行政管理庁長官、第3代北海道開発庁長官、第27代経済企画庁長官、衆議院議員、参議院議員）- 岐阜市出身
- 平生釟三郎（大日本帝国憲法時代第45代文部大臣）- 岐阜県出身
- 平沢勝栄（衆議院議員）- 白川村出身
- 平田健二（参議院議員、民主党参議院幹事長）-各務原市出身
- 平野力三（第7代農林大臣、衆議院議員）- 郡上市出身
- 藤井孝男（第73代運輸大臣、衆議院議員、参議院議員）- 白川町出身
- 藤井丙午（参議院議員）- 白川町出身
- 古屋亨（第33代自治大臣、衆議院議員）- 恵那市出身
- 古屋慶隆（衆議院議員）- 恵那市出身
- 牧野良三（第8代法務大臣）- 高山市出身
- 松田岩夫（第5代内閣府特命担当大臣（科学技術政策担当））- 岐阜市出身
- 松野幸泰（第4・5代岐阜県知事、第10代国土庁長官、第44代北海道開発庁長官、衆議院議員、岐阜県議会議員）- 瑞穂市出身
- 武藤嘉文（第19代総務庁長官、第120代外務大臣、第53代通商産業大臣、第3代農林水産大臣、衆議院議員）- 各務原市出身
- 村上肇（多芸村長、化学者）- 養老町出身
- 渡辺栄一（第43代建設大臣、衆議院議員）- 美濃加茂市出身
- 若山貴嗣（岐阜市議会議員、岐阜放送アナウンサー） - 岐阜市出身
- 若山慎司（衆議院議員）

### 官僚
- 青山豊久（農林水産官僚、農林水産省大臣官房技術総括審議官、農林水産技術会議事務局長、農林水産省大臣官房総括審議官）：多治見市
- 浅野一郎（参議院法制局長、関東学園大学教授、徳山大学学長、LEC東京リーガルマインド大学院大学教授・学長顧問）
- 石榑利光（外交官）
- 小川康則（総務官僚、総務省自治行政局長）[1]
- 海部篤（外交官）
- 小町恭士（外交官）
- 櫻井修一（防衛官僚、ヨルダン駐箚特命全権大使）
- 佐橋滋（通産官僚、城山三郎著『官僚たちの夏』のモデル）：土岐市
- 杉原千畝（外交官）：美濃市
- 高橋重雄（港湾空港技術研究所理事長）
- 寺田吉道（国土交通官僚、国土交通審議官、国土交通省大臣官房長、新潟県副知事）：岐阜市[2]
- 戸谷一夫（第11代文部科学事務次官）
- 三橋秀方（外交官）
- 村尾信尚（大蔵官僚、コメンテーター、関西学院大学教授）
- 矢橋賢吉（建築家、大蔵省営繕官僚）：不破郡赤坂町
- 吉本明子（厚生労働官僚、中央労働委員会事務局長、第2代人材開発統括官、愛知県副知事、小松市助役）：岐阜市

### 法曹
- 熊﨑勝彦（東京地方検察庁特捜部長、日本プロ野球機構コミッショナー最高顧問）

### 軍人
- 大島健一（陸軍中将）-恵那市出身
- 大島浩（陸軍中将、外交官）- 恵那市出身
- 樋口季一郎（陸軍中将）- 大垣市出身
- 宮崎繁三郎（陸軍中将）- 岐阜市出身
- 中島完一 （陸軍中将）- 下呂市出身
- 坂田義朗（陸軍大佐）
- 塚本勝嘉
- 山田清一
- 渡辺寿 (陸軍軍人)
- 寺倉正三
- 鷲見忠夫
- 安藤輝三
- 前田正実
- 安田伊左衛門
- 井田正孝
- 坂井菴
- 田結穣（海軍中将）- 大垣市出身
- 黒木博司
- 高井太郎
- 市岡寿（海軍中将）
- 吉田学
- 安東昌喬
- 大熊康之
- 福田馬之助
- 木野村謙一

### 僧侶
- 竹中彰元（真宗大谷派の僧侶）

## 文化人

### 画家
- 山本芳翠-恵那市出身
- 大橋翠石-大垣市出身
- 熊谷守一-中津川市出身
- 前田青邨-中津川市出身
- 川﨑小虎-高山市出身
- 加藤栄三-岐阜市出身
- 守屋多々志-大垣市出身
- 加藤東一-岐阜市出身
- 加賀孝一郎
- 笠木茂
- 土屋礼一
- 野原櫻州
- 森有一
- 吉本作次
- 粟田哲夫
- 松岡吉一
- 村井正誠
- 喜田華堂
- 篠田桃紅
- 小栗美二
- 北蓮蔵
- 矢橋六郎-不破郡赤坂町出身
- 日比野克彦-岐阜市出身、加納高等学校卒業

### 書家
- 新井清泉-土岐市出身
- 杉浦誠司
- 丹羽海鶴
- 日比野五鳳
- 田中東雨
- 神山鳳陽
- 佐々木東道-各務原出身、明宝村居

### 写真家
- 稲越功一
- 小野庄一
- 久保田弘信-大垣市出身（フォトジャーナリスト）
- 杉山宣嗣-岐阜市出身、加納高等学校卒業
- 林昭宏
- 増山たづ子-揖斐川町（旧徳山村）出身（アマチュアカメラマン）
- 柳沢雅彦
- 渡辺勉（写真評論家）

### 彫刻家
- 青木千絵
- 岩田実
- 加藤顕清
- 大塚亨
- 浅野祥雲
- 天野裕夫

### 工芸家
- 各務鑛三
- 後藤大秀-大垣市出身（からくり人形師）
- 中島俊市郎
- 佐治賢使
- 丹羽修二
- 早川謙之輔

### 陶芸家
- 荒川豊蔵-多治見市出身
- 加藤孝造-瑞浪市出身
- 加藤卓男-多治見市出身
- 大野鈍阿
- 加藤幸兵衛
- 加藤十右衛門
- 鈴木藏
- 塚本快示
- 西部功

### 建築家
- 山田守-羽島市出身
- 堀口捨己-本巣郡席田村（現北方町・本巣市）出身
- 坂倉準三-羽島市出身
- 大野秀敏-岐阜市出身
- 小堀哲夫
- 常川貴扶
- 吉田桂二
- 井手薫
- 國枝博
- 矢橋賢吉-不破郡赤坂町出身
- 西澤徹夫 - 岐阜市出身

### 現代美術家
- 松山智一 - 高山市出身
- 池田亮司

### デザイナー
- 若野桂-神戸町出身
- 山本寛斎-岐阜市出身
- けみ芥見-岐阜市出身
- 阿部千登勢（ファッションデザイナー、sacai（英語版））-中津川市出身
- 古田泰子（ファッションデザイナー、TOGA）

### 作家・脚本家
- 朝井リョウ-垂井町出身
- 桂千穂
- イシコ-安八町出身
- 和泉節子-大垣市出身
- 池井戸潤-八百津町出身
- 井上篤夫-岐阜市出身
- 伊吹巡
- 入間人間
- 平坂読
- 白鳥士郎
- 二丸修一
- 理不尽な孫の手
- 冲方丁
- 細江ひろみ
- 上山明博-羽島市出身、加納高等学校卒業
- 奥田英朗-岐阜市出身
- 河合香織
- 小島信夫-岐阜市出身
- 北川悦吏子-美濃加茂市出身
- 栗山圭介-関市出身
- 島崎藤村-中津川市出身(本人の没後の越境合併の影響もあり長野県出身として扱われることもある)
- 鈴木輝一郎-大垣市出身
- 鈴木尚之
- 坪内逍遥-美濃加茂市出身
- 中村航-大垣市出身-大垣北高等学校出身
- 早船ちよ-高山市出身
- 堀江敏幸-多治見市出身
- 村上康成-郡上市出身
- 米澤穂信
- 豊田穣-瑞穂市出身
- 小川一水
- なるせゆうせい
- 森本優子-高山市出身
- 岩井三四二
- 下川香苗
- 宮川一郎
- 梅田卓夫
- 江夏美好
- 江馬修
- 大鋸一正
- 桐山桂一
- 拓未司
- 十和田操
- 中山咲
- 長谷川まり子
- 秋梨惟喬
- 朝倉喬司
- 松原真琴
- 村瀬継弥
- 村木明
- 沖水幹生
- 中山七里 (小説家)
- 今井誉次郎
- 上前淳一郎
- 梶龍雄
- わかやまけん
- 小鷹信光
- 青木万央
- 伊藤康隆
- 大牧冨士夫
- 小木曽豊斗
- 林誠人
- 次良丸忍
- 山岡都
- 松原好之
- 岸武雄
- 木村小舟
- 篠田一士
- 田口賢司
- 森田草平
- アキ・シマザキ

### 評論家
- バフィー吉川（映画評論家、ヒンディーミュージック評論家）

### 漫画家
- あいざわ遥
- 赤座ひではる-可児市出身
- 伊藤潤二-中津川市出身
- 上原きみ子
- 大今良時
- 荻野真
- 沖野ヨーコ-高山市出身
- 奥田渓竜
- 小栗左多里
- 小沢としお
- 勝川克志
- 清原なつの
- クミタ・リュウ
- 黒丸
- 恋緒みなと
- 後藤英貴
- ザビエル山田-関市出身
- 田村隆平
- 中井邦彦-高山市出身
- 中村里美
- 福地泡介
- 藤見泰高-土岐市出身
- 本田恵子-岐阜市出身
- 南野彼方
- 宮原るり
- 白井カイウ
- 望月花梨
- 山下いくと
- 山田ゴロ
- 山田貴敏
- 雷句誠-岐阜市出身
- 鷹氏隆之
- 田口佳宏
- 南部正太郎
- 新田朋子
- ねむようこ
- 真崎守
- わたなべ志穂
- わだぺん。
- 峰なゆか

### 映画監督
- 神山征二郎-岐阜市出身
- 篠田正浩-岐阜市出身、加納高等学校卒業
- 丹下紘希
- 塚本連平-土岐市出身
- 小島康史
- 篠田和幸
- 鈴木善貴
- 田中秀夫
- 丹下紘希
- 土屋統吾郎
- 土本典昭
- 村橋明郎
- 大洞元吾
- 横井健司
- 下手大輔
- 磯村一路

### テレビディレクター・演出家
- 雨宮秀彦-大垣市出身

### ゲームクリエイター
- 伊藤裕之（スクウェア・エニックス）（ファイナルファンタジーシリーズ）
- 熊崎信也（ハル研究所）（星のカービィシリーズ）

### アニメーション制作関係者
- カサヰケンイチ（アニメ監督）
- 杉島邦久（アニメ監督）
- 杉山豊（アニメプロデューサー）
- 中村健治（アニメ監督、演出家）
- 森まさあき（アニメーター）
- 山田靖智（アニメ脚本家）
- 越智一裕（アニメーター）
- 松尾衛（アニメ演出家、監督）
- 康村諒（アニメ演出家、監督）
- 別所誠人
- 長屋誠志郎(アニメーター、アニメ演出家、監督、)

### 俳人・詩人・歌人
- 塩谷鵜平
- 小川双々子
- 瀧井孝作
- 辻元よしふみ
- 野口あや子
- 大島史洋
- 黒田淑子
- 山前実治
- 澤村斉美
- 鈴木ユリイカ

### イラストレーター
- 水野しず（総合型エンターテイメント施設） - 多治見市出身
- アダム徳永
- 桜瀬琥姫
- 和泉つばす
- ごとP
- 佐々木悟郎
- 若野桂
- refeia
- 星月ノ友
- さくやついたち
- なるみゆう
- 久水あるた
- まつやまたかし
- 熊崎勝

### 作詞家・作曲家
- 藤掛廣幸（作曲家）-エリザベート王妃国際音楽コンクールグランプリ受賞・全米ビルボードベストテン入り
- 江口夜詩（作曲家）-上石津町出身
- 細江慎治（作曲家）
- マイクスギヤマ（作詞家）-美濃加茂市出身
- 田口俊（作詞家）
- 下地悠（作詞家）-岐阜市出身
- 小島勇司（作詞家・作曲家）-各務原市出身
- くまのきよみ（作詞家）
- 佐藤寛（作曲家）
- すさきふみお（作曲家）
- 松井五郎（作詞家）
- 河出智希（BOUNCEBACK）（作曲家）
- 山口俊郎（作曲家）
- 小森茂生（作曲家）
- 日比野裕史（作曲家）
- YUYA（作曲家）-関市出身

### 学者
- 名和靖（昆虫学者、新種のチョウを発見。ギフチョウと命名）
- 三好学（植物学者、近代日本植物学の祖、天然記念物制度の提唱者、岩村藩士、出生地は東京都）
- 榎並正樹（地質学者、日本地質学会賞受賞）
- 大栗博司（理論物理学者、フンボルト賞受賞、仁科記念賞受賞）-岐阜市出身
- 大島隆義（素粒子物理学者）
- 津田左右吉（日本史学者）-美濃加茂市出身 古代日本史における実証史学の発展に大きく貢献し、津田の史観は戦後の歴史観の主流になった。
- 大嶽秀夫（政治学者）
- 岡田浩樹（文化人類学者）-高山市出身
- 岡本真一郎（社会心理学者）
- 小田切純子（会計学者）
- 川出敏裕（刑事法学者）
- 川島武宜（法社会学者）
- 北川一雄（経済学者）
- 木村昌由美（生理学者）-多治見市出身
- 小島三郎（医学者）-各務原市出身
- 小島大徳（経営学者）-関市出身
- 酒井清治（考古学者）
- 白川英樹（化学者、ノーベル化学賞受賞、出生地は東京都）
- 杉原厚吉（工学者）
- 高木貞治（数学者）-本巣市出身
- 高島善哉（社会学者）
- 高橋和之（憲法学者）
- 田口貞善（体育学者）-下呂市出身
- 田口守一（刑事法学者）
- 田中研之輔（社会学者）-可児市出身
- 田中孝彦（国際政治学者）
- 玉田芳史（第20回大平正芳記念賞受賞）-岐阜市出身
- 中川貴雄（天文学者）
- 西尾章治郎（情報科学者）-大阪大学総長、紫綬褒章、文化功労者
- 西垣鳴人（経済学者）
- 浜田道代（法学者）-岐阜市出身
- 尾留川正平（地理学者）-飛騨市（旧船津町）出身[3]
- 古屋茂（数学者）
- 細川道久（歴史学者）
- 牧野英一（刑事法学者）-高山市出身
- 牧野淳一郎（天文学者）
- 松尾一輝（理学者）-岐阜市出身
- 森信人（工学者）
- 矢橋徳太郎（天文学者）-不破郡赤坂町出身
- 吉益脩夫（心理学者）-大垣市出身
- 横山泰行（教育学者、「ドラえもん学」提唱者）-羽島市出身
- 渡邉正己（生命科学者）
- 渡邊良朗（生命科学者）
- 亀谷了（生物学者、医学博士、寄生虫学の世界的権威、目黒寄生虫館創始者）

### 教育者
- 五島君子（学校心理士、東海中央病院子育て・相談センタースーパーバイザー） - 大垣市出身
- 澤田榮作（岐阜県高等学校定時制通信制教育振興会名誉会長、道徳教育家） - 現岐阜市出身
- 下田歌子（実践女子学園創設者で初代学長、学祖）- 恵那市（現在の岩村町）出身
- 椙山正弌（椙山女学園創設者で初代学長、理事長）- 武儀郡（現在の関市）出身
- 椙山今子 （椙山女学園創設者、椙山正弌の妻）- 加茂郡出身
- 牧野剛（河合塾講師、市民運動家）

## 芸能人

### 俳優
- 綾野剛-岐阜市出身、関商工高校卒業
- 荒木優騎-飛騨市（旧古川町）出身
- 石垣佑磨-岐阜県生まれ、東京都練馬区育ち
- 伊藤寧々（元乃木坂46）-岐阜市出身
- 伊藤英明-岐阜市出身、岐阜県立岐南工業高等学校電気科卒業
- 大須みづほ‐垂井町出身
- 岡田奈々-岐阜市出身
- 岡田義徳-大野町出身
- 岡田理江-大野町出身
- 尾関伸嗣-土岐市出身
- 小西美帆-本巣市出身
- 酒井敏也-土岐市出身
- 桜木梨奈‐岐阜市出身
- 桜田聖子-大垣市出身
- 高橋靖子-垂井町出身
- 田中邦衛-土岐市出身
- 寺脇康文-羽島市で育つ。岐陽高等学校を卒業
- 中条きよし-岐阜市出身
- 平山浩行-瑞穂市出身、岐阜聖徳学園大学附属高等学校卒業
- 藤村直樹-岐阜県生まれ、神奈川県育ち
- 細川茂樹-大垣市出身、大垣商業高等学校出身
- 堀未央奈（元乃木坂46）-岐阜市出身、岐阜城北高校卒業
- 松田まどか-高山市出身
- 峰吟子-本巣町出身
- 山田太一-関市出身
- 吉田絢香-高山市出身
- 若山耀人-美濃加茂市出身
- ジャン・裕一-高山市清見町出身
- いまむらのりお
- 大前均
- 桐本琢也
- 此島愛子
- 青山義典
- 遊馬晃祐
- 池戸陽平
- 石原初音
- 伊藤瞭
- 井深克彦
- 岩田祐吉
- 岩間天嗣
- 岩谷真哉
- 岡田絵里香
- 小栗由加
- オクダサトシ
- 加藤竜治
- 宇納佑
- 川本貴則
- 菊池亜希子
- 國島直希
- 小池美穂
- 豪起
- 椎名鯛造
- 篠田剛
- 少路勇介
- 鈴木侑輝
- 高木亮
- 田口主将
- 辻修
- 冨田佳輔
- 中倉健太郎
- 中島奏
- 長野真歩
- 中山祐一朗
- 服部美穂
- 坂野真弥
- 古澤蓮
- 宮嶋麻衣
- 雅まさ彦
- 美優紀
- 武藤英司
- 矢島健一
- 優希（奥村優希）
- 鷲見亮
- 渡瀬美遊
- 佐藤睦
- 山田恵里伽（元SKE48）
- 松風理咲

### ディスクジョッキー
- 都竹悦子（ZIP-FMミュージックナビゲーター）-高山市出身
- 間宮優希

### 落語家
- 三笑亭夢楽 - 岐阜市出身
- 三遊亭歌武蔵
- 入船亭扇治 - 美濃市出身
- 登龍亭幸福 - 各務原市出身
- 立川小談志 - 揖斐郡出身
- 柳家燕弥 - 岐阜市出身
- 林家卯三郎 - 羽島郡笠松町出身
- 桂弥太郎 - 郡上市八幡町出身
- 柳亭市好
- 登龍亭獅鉄 - 大垣市出身

### 講談師
- 神田京子 - 美濃市出身

### アイドル
- 浅田ひとみ（グラビアアイドル）
- 麻友美
- 有田美春
- 石川優実
- 市橋直歩（グラビアアイドル）
- AKB48グループ
  - SKE48
    - 太田彩夏

  - SKE48元メンバー
    - 加藤るみ
    - 山田恵里伽

  - NMB48元メンバー
    - 太田里織菜
- 桂木亜沙美（グラビアアイドル）
- 佳奈（Give&Give)
- 川村えな（グラビアアイドル）
- 河村果歩（SUPER☆GiRLS)
- 木﨑千聖（ラストアイドル2期生アンダー）
- キラ・メイ（GO TO THE BEDS）
- 沙月美祐（平成琴姫）
- 志崎ひなた（グラビアアイドル）
- 篠原みなみ - 高山市出身
- 鈴木愛理（ハロー!プロジェクト・キッズ・Buono!・℃-ute）- 岐阜市生まれ、千葉県育ち
- 谷内智美（Cotton (アイドルグループ)）
- 長尾しおり（SUPER☆GiRLS)
- 乃木坂46元メンバー
  - 伊藤寧々 - 岐阜市出身
  - 堀未央奈 - 岐阜市出身
- 永田薫（MAG!C☆PRINCE）
- 長谷部優（歌手・元dreamメンバー）- 岐阜市出身
- まゆみん（マニアーナ!まゆみん）
- 美浦聖奈（青山☆聖ハチャメチャハイスクール）
- 八代みなせ（グラビアアイドル）
- 辻本達規（BOYS AND MEN）
- 寺坂頼我（祭nine.）

### タレント
- 安藤渚七
- 神奈月（モノマネタレント）-土岐市出身
- 清水ミチコ-高山市出身
- 西科仁
- 松田大輔（東京ダイナマイト）-大野町出身
- Mr.マリック（マジシャン）-岐阜市出身
- パルト小石（ナポレオンズ）（マジシャン）-関市（旧：武芸川町）出身
- 増井歩（ハロ）-岐阜市出身
- ちゅうえい（流れ星☆）-下呂市出身
- 瀧上伸一郎（流れ星☆）-高山市出身
- 辻本達規（BOYS AND MEN）-羽島市出身
- ドグマ風見 -岐阜市出身
- くにちゃん（メルヘン倶楽部）-輪之内町出身
- 伊藤広大（こりゃめでてーな）-恵那市出身
- 岩田昭弘
- ギフト☆矢野
- それいけ斉藤くん
- 村瀬雄一
- 風船太郎
- 木ノ下ゆり
- 渡部いずみ
- ドーキンズ英里奈-岐阜市出身
- やながせゆっこ-岐阜市出身
- 多田安希
- 安西七夏
- 原アンナ-中津川市出身、中津高校卒業
- 三田悠貴
- 美月絢音
- 三輪優子（ポンキッキ最後のお姉さん）-大垣市出身　大垣東高等学校出身
- 木三原さくら
- 寺坂頼我(祭nine.)
- 福井梨莉華 -美濃加茂市出身

### 声優
- 浅野るり
- 天乙准花
- 伊藤歌奈子
- 伊東大介
- 稲垣美和子
- 上間江望
- 尾畑美依奈
- 笠原幸之助
- 勝沼紀義
- かとう有花 ：下呂市
- 神田和佳
- 桐井大介
- 桐本琢也
- 後藤哲夫
- 此島愛子
- 小原莉子
- 近藤隆幸
- 酒井哲也
- 鈴木晴久
- 鷲見昂大
- 立花慎之介 - 岐阜市、厚見中学校卒業
- 田中美唯
- 谷口恵美
- 永田昌康
- 永田亮子
- 西尾徳
- 西田望見（ワルキューレ）
- 花田光
- 早川隆之
- 平野有紗
- 平林尚三
- 福井美樹
- 藤村知可
- 真山亜子
- 水野龍司
- 美名：岐阜市
- 宮本野明
- 三輪隆博
- 村瀬迪与
- 森下来奈
- 若井友希（i☆Ris）：各務原市

### モデル
- 古川麻耶-岐阜市出身
- 敦士-養老町出身、東部中学校卒業
- 鈴木ちなみ-多治見市（旧土岐郡笠原町）出身
- 西田有沙-岐阜市出身
- 熊田曜子-岐阜市
- 佐崎愛里
- 高須みほ
- 木谷有里
- 久保田結衣
- 蔵本敬充
- 竹中友紀子
- 古田愛理-岐阜市出身
- 三浦絵美
- MOMOKA
- 山下奈々
- 中岡龍子

### シンガーソングライター
- 足立佳奈 - 海津市出身
- 上田正樹-岐阜高校入学
- 谷澤智文 - 奥飛騨神岡町（現・飛騨市）出身
- さとう宗幸 - 可児市出身、宮城県大崎市（旧・古川市）育ち
- 山口晶 - 各務原市出身
- 葛谷葉子 - 羽島市出身
- たむらぱん - 高山市出身
- 香理-kaori- - 岐阜市出身
- 杉山裕太郎 - 大垣市出身
- 加納浩敬
- seek
- 野村陽一郎
- 見田村千晴
- 田中慈人 - 美濃加茂市出身
- 佐藤嘉風 - 加茂郡出身
- 笠木透
- 松井まさみち（三叉路） - 関市出身
- Sano ibuki[4]
- 神山羊[5]

### ミュージシャン
- むらなが吟
- 藤井丈司
- 池田亮司
- 岩久茂（青い三角定規）
- スピード高橋（アラジン）
- パワー勝野（アラジン）
- 久米良昌（BLACK CATS）
- 久米浩司（BLACK CATS）
- タカ・ヒロセ（フィーダー）
- 久富隆司（BO GUMBOS）
- TAISEI（SA）
- 青木和義（T-BOLAN）
- 北尾一人（元ORANGE RANGE）
- 原拓馬（PhilHarmoUniQue）
- Kenta Hayashi（FOUR MINUTES TIL MIDNIGHT）
- Kohhei Matsuda（Bo Ningen）
- 清春（黒夢・SADS）-多治見市出身
- 人時（黒夢）-土岐市出身
- 和也（FANATIC◇CRISIS）
- Shun（FANATIC◇CRISIS）
- RYUJI（FANATIC◇CRISIS）
- 徹（FANATIC◇CRISIS）
- 辻友貴（cinema staff）-羽島市出身、加納高等学校卒業
- 飯田瑞規（cinema staff）-岐阜市出身、加納高等学校卒業
- 三島想平（cinema staff）-瑞穂市出身、加納高等学校卒業
- 圭吾（Novelbright）
- 和泉悠字（Romance for〜）
- yu-ta（HERO）
- ますみ（Wizard）
- KANATA（凛）
- RYUICHI（ギルド）
- 優（BugLug）
- 太志（ふとし）（Aqua Timez）
- 森晴義（absorb）
- 福井健太（People In The Box）
- 奥田祐樹（OKD）（ザ・クレーター (バンド)）
- 江口亮（Stereo Fabrication of Youth・la la larks）
- Sugi （スギ）（coldrain）
- 多時（AUTO-MOD）
- 黒田敦司（ジャズ・ドラマー）
- 荘村清志（ギタリスト）
- 高田渡
- トム兼松
- 大野俊三（トランペッター）
- 中川佳子（マリンバ）
- 堀江晶太 (音楽家) (PENGUIN RESEARCH)
- n-buna (ヨルシカ)
- 田口達也 (Non Stop Rabbit)
- フレネシ
- imase
- YUUKI（CHAI）

### バンド
- 黒夢
- SA
- cinema staff
- 鳴ル銅鑼
- SHIFT CONTROL
- KUZIRA
- ARU
- FANATIC◇CRISIS：（石月努を除く）
- S (バンド)
- MORNING GLORY
- the Canadian Club

- 魔法陣[6]（学生時代からの仲間『Vo.Kb.有家勉、Cho.Ag.長谷川隆、Cho.Ag.Cajon.小栗伸彦、Ba.舩戸英次、(Cho.Ag.数井秀昭)』で構成する、岐阜県大垣市のアコースティック･バンド[7][8][9]。代表曲に西濃運輸のCMソングで採用されている「あなたに届け[10][11]」や、ぬくもり On Timeのテーマ曲「皆の力は凄いらしい[12]」などが挙げられる。）

### グループデュオ
- Crystal Boy（nobodyknows+）- 多治見市出身
- MEGA HORN（MEGARYU）

### DJ
- DJ RYOW - 大垣市出身
- KSUKE - 岐阜市出身

### ラッパー
- ANTY the 紅乃壱
- 裂固
- SHO
- ¥ellow bucks

### 歌手
- あいざき進也 - 岐阜市出身
- ayami - 関市出身
- 石原詢子 - 池田町出身、飛騨・美濃観光大使。
- 大城バネサ
- 鳳しん也
- 城ゆき
- かおりくみこ - 関市出身
- 佐倉紗織（通称「きしめん」で有名な「True My Heart」を歌っている。）
- トミタ栞 - 高山市出身、岐阜県立吉城高等学校卒業
- 野口五郎 - 美濃市出身、飛騨・美濃観光大使。
- ハルカミホ - 岐阜市出身
- KAZUKI（DOBERMAN INFINITY）
- Snowsheep
- 初音りお
- 柴田くに子
- 三原純子
- 内藤はるみ
- 眞理ヨシコ
- 清水咲斗子
- LiSA - 関市出身
- 竜鉄也

## スポーツ選手

### 陸上競技
- 高橋尚子（マラソン）-岐阜市出身、岐阜商業高等学校卒業
- 安藤友香（マラソン）-海津市出身
- 成瀬美紀（短距離走）
- 青木沙弥佳（短距離走）-岐阜市出身
- 赤松諒一（走高跳）-岐阜市出身、加納高等学校卒業
- 小林史和（中距離走）-高山市出身
- 早田俊幸（マラソン・長距離走）-岐阜市出身
- 実井謙二郎（マラソン・長距離走）-多治見市出身
- 大西智也（長距離走）-岐阜市出身
- 大西一輝（長距離走）-岐阜市出身
- 森知奈美（長距離走）-垂井町出身
- 井上敏明（三段跳）

### 力士
- 嵐山次郎（元：前頭）-安八郡出身
- 荒岐山正（元：前頭）-岐阜市出身
- 恵那櫻徹（元：前頭）-中津川市出身
- 鏡岩源之助（元：前頭）-羽島郡出身　鏡岩濱之助の子
- 鏡岩濱之助（元：小結）-羽島郡出身
- 鬼面山谷五郎（13代横綱）
- 白真弓肥太右エ門（元：前頭）
- 栃葉山暁輝（元：十両）-岐阜市出身
- 羽島山昌乃武（元：関脇）-羽島市出身
- 蜂矢敏行（元：前頭）-本巣市出身
- 飛騨乃花成栄（元：前頭）-高山市出身
- 前ヶ潮春夫（元：前頭）-高山市出身
- 若ノ國豪夫（元：前頭）-海津市出身
- 恵那司千浩
- 輝面龍政樹

### 柔道
- 岡田弘隆
- 大熊政彦
- 山下まゆみ

### サッカー
- 佐野直史 - 各務原市出身
- 三島頌平
- 片桐淳至
- 下川健一
- 高原寿康 - 岐阜市出身
- 松波正信
- 小井土正亮
- 杉本太郎
- 森山泰行
- 益山司
- 貝﨑佳祐
- 荻晃太
- 梅田高志
- 中村豪
- 津田知宏
- 新川織部
- 西脇良平
- 後藤裕司
- 小島弘已
- 冨成慎司
- 沼田圭悟
- 清本拓己
- 山田元気
- 佐藤和弘
- 遠藤純輝
- 青井健
- 東明有美
- 林隆太
- 比嘉諒人
- 細江敏矢
- 松田英樹
- 清本拓己
- 志知孝明
- 池庭諒耶
- 藤井智也
- 石尾陸登

### ラグビー
- 足立匠
- 石神勝
- 井波健太郎
- 小澤大
- 尾関弘樹:各務原市
- 薫田真広
- 戸田京介（レフリー）
- 長江有祐
- 長谷川雄司
- 福永昇三
- 泓城蓮
- 吉田健

### ゴルファー
- 今野康晴
- 小野祐夢-土岐市出身
- 鈴木亨-岐阜市出身
- 宅島美香

### バレーボール
- 岩島章博‐瑞浪市出身
- 小野優美子‐養老町出身
- 苅谷淳司‐岐阜市出身
- 川島亜依美‐神戸町出身
- 櫻井由香-海津市出身
- 島野俊一‐郡上市出身
- 田中飛鳥‐高山市出身
- 戸崎琴美‐岐阜市出身
- 中川千世‐垂井町出身
- 森和代‐海津市出身

### ボクシング
- 杉田竜平-飛騨市出身
- 石原英康-岐阜市出身
- 長縄正春
- 田中恒成-多治見市出身
- 奥田朋子-各務原市出身
- 田中亮明-多治見市出身
- 坂井涼-大垣市出身

### プロレスラー
- 棚橋弘至-大垣市出身
- 箕浦康太-羽島市出身
- 橋本真也-土岐市出身
- 美濃輪育久-羽島市出身
- ツバサ-笠原町出身
- ストーカー市川（ドラゴンゲート所属）-各務原市出身
- 中島佑斗-大垣市出身
- 木股大輔
- 佐井富子
- 長野美香
- 西脇充子
- 新田猫子
- 藤田愛
- 安田拡了（ライター）
- 山本尚史
- 吉村道明
- ディアブロ
- 村瀬広樹

### 格闘技
- 所英男-揖斐郡出身
- 川村亮
- 高林恭子
- 新美吉太郎
- 浅野倫久
- 福田力
- 久保健太
- 駿太（キックボクサー）

### 野球
- 青木高広（元：広島東洋カープ・読売ジャイアンツ投手）-岐阜市出身
- 朝倉健太（元：中日ドラゴンズ投手）-岐阜市出身
- 安藤順三（元：東映フライヤーズ日本ハムファイターズ捕手・コーチ）-多治見市出身
- 井川翔（元：滋賀ユナイテッドベースボールクラブ内野手）-山県市出身
- 石原慶幸（元：広島東洋カープ捕手）-大垣市（旧安八郡墨俣町）出身
- 井藤真吾（元：中日ドラゴンズ外野手）-関市出身
- 伊藤大智郎（元：福岡ソフトバンクホークス投手）-多治見市出身
- 岩田慎司（元：中日ドラゴンズ投手）-岐阜市出身
- 内山智之（元：福岡ダイエーホークス投手）-可児市出身
- 大野奨太（元：北海道日本ハムファイターズ・中日ドラゴンズ捕手）-大垣市出身
- 大生虎史（くふうハヤテベンチャーズ静岡投手）-加茂郡川辺町出身
- 奥村武博（元：阪神タイガース投手）-多治見市出身
- 垣越建伸（元：中日ドラゴンズ投手）-高山市出身
- 梶本隆夫（元：阪急ブレーブス監督）-多治見市出身
- 加藤翼 （元：中日ドラゴンズ投手）-下呂市（旧益田郡金山町）出身
- 金石昭人（元：広島東洋カープ・日本ハムファイターズ・読売ジャイアンツ投手）-加茂郡白川町出身
- 北村恵吾（東京ヤクルトスワローズ・内野手）-大垣市出身
- 黒瀬春樹（元：西武ライオンズ・埼玉西武ライオンズ・阪神タイガース・内野手）-岐阜市出身
- 元謙太（オリックス・バファローズ外野手）-多治見市出身
- 小豆畑眞也（元：阪神タイガース捕手）-各務原市出身
- 佐々木宏一郎（元：近鉄バファローズ）
- 嶋基宏（元東北楽天ゴールデンイーグルス・東京ヤクルトスワローズ捕手）-海津市（旧海津郡海津町）出身
- 篠田淳（元：福岡ダイエーホークス投手）-大垣市出身
- 曽我部直樹（元：阪神タイガース・千葉ロッテマリーンズ外野手）‐岐阜市出身
- 高木守道（元：中日ドラゴンズ監督）-岐阜市出身
- 髙橋純平（元：福岡ソフトバンクホークス投手）-岐阜市出身
- 武智文雄（元：近鉄バファローズ）-各務原市出身
- 土本恭平（元：読売ジャイアンツ投手）-土岐市出身
- 富田蓮（阪神タイガース投手）-養老町出身
- 中神拓都（元：広島東洋カープ内野手）-岐阜市出身
- 根尾昂（中日ドラゴンズ投手）-飛騨市（旧吉城郡河合村）出身
- 野中徹博（元：阪急ブレーブス・オリックスブレーブス・中日ドラゴンズ・ヤクルトスワローズ投手）-加茂郡坂祝町出身
- 白村明弘（元：北海道日本ハムファイターズ投手） -美濃加茂市出身
- 長谷部康平（元：東北楽天ゴールデンイーグルス投手）-関市出身
- 花井悠（元：西鉄ライオンズ外野手）
- 英智（元：中日ドラゴンズ外野手）-羽島市出身、岐阜商業高等学校卒業
- 尾藤竜一（元：読売ジャイアンツ投手）-郡上市出身
- 藤原正典（元：阪神タイガース投手）-揖斐郡揖斐川町出身
- 前原博之（元：中日ドラゴンズ・西武ライオンズ内野手）-各務原市出身
- 三上朋也（オイシックス新潟アルビレックスBC投手）-多治見市出身
- 森祗晶（元：読売ジャイアンツ捕手、西武ライオンズ、横浜ベイスターズ監督）-岐阜市出身
- 山田勉（元：ヤクルトスワローズ投手・広島東洋カープ・福岡ダイエーホークス）-大垣市出身
- 山田博士（元：中日ドラゴンズ・横浜ベイスターズ）-大垣市出身
- 山北茂利（元：中日ドラゴンズ・千葉ロッテマリーンズ・横浜ベイスターズ投手）-多治見市出身
- 湯口敏彦（元：読売ジャイアンツ投手）-郡上市（旧郡上郡白鳥町）出身
- 吉川尚輝（読売ジャイアンツ内野手）-羽島市出身
- 和田一浩（元：西武ライオンズ・中日ドラゴンズ外野手）-岐阜市出身
- 曽我部直樹（元：阪神タイガース・千葉ロッテマリーンズ外野手）‐岐阜市出身
- 東明大貴
- 角屋龍太
- 小山内大和
- 鍛治舎巧
- 加藤春雄
- 河村保彦
- 国枝利通
- 熊澤秀浩
- 蔵本雅由
- 栗木孝幸
- 後藤清
- 後藤寿彦
- 坂井豊司
- 柴田英治
- 千藤三樹男
- 高見泰範
- 高山泰夫
- 田中照雄
- 中ノ瀬幸泰
- 中原宏
- 野村武史
- 林純次
- 林哲雄
- 平田恒雄
- 廣瀬寛 - 各務原市出身
- 藤原正典
- 藤原保行
- 淵上澄雄
- 松本芳之
- 松本安司
- 馬渕隆雄
- 山田貴志
- 吉村典男
- 杉山孝一
- 交告弘利
- 諏訪俊彦
- 加藤義男
- 藤田明宏
- 辻空
- 長良治雄
- 近藤清
- 河合保彦
- 吉村元富
- 棚橋祐司
- 今井順之助
- 田中和男

### ホッケー
- 三浦恵子（ソニー一宮ブラビアレディース）-岐阜市出身
- 寺園理恵（ソニー一宮ブラビアレディース）
- 安田善治郎（元女子日本代表監督）-羽島市出身
- 長屋恭一（男子日本代表監督）

### 競馬
- 佐藤友則
- 浅見国一
- 島崎和也
- 鷲見昌勇
- 安藤洋一
- 横川怜央
- 国枝栄
- 河野通文

### テニス
- 中野文照-瑞浪市出身
- アナスタシア・マルフォートラ

### スキー
- 堀島行真 -池田町出身

### 自転車競技
- 黒木美香-大垣市出身
- 田中光輝-岐阜市出身

#### 競輪選手
- 竹内久人- 37期。笠松町出身
- 山田裕仁- 61期。大垣市出身
- 山口幸二- 62期。大垣市出身
- 山口富生- 68期。大垣市出身
- 志智俊夫- 70期。
- 吉村和之∸ 80期。
- 加藤慎平- 81期。岐南町出身
- 植松仁- 86期。岐南町出身
- 永井清史- 88期。美濃市出身
- 松岡篤哉- 97期。大垣市出身
- 小坂知子- 104期。高山市出身
- 石井貴子 (1990年生の競輪選手) 美濃加茂市出身
- 長澤彩 - 106期。各務原市出身
- 橋本英也- 113期。岐阜市出身

### その他（スポーツ）
- 和田久（レーサー）
- 藤井誠暢（レーサー）
- 手塚強（レーサー）
- 岩畔道徳（ボート）
- 水谷達也（ボート）
- 伊藤来（ボート）
- 成瀬歩美（ボート）
- 天野博江（バドミントン）
- 後藤愛（バドミントン）
- 新井祐子（フェンシング）
- 安藤戒牛（剣道）
- 坂井賢一（剣道）
- 加藤七左衛門（剣道）
- 安藤謙吉（重量挙げ）
- 安藤美佐子（ソフトボール）
- 糸井統（水泳）
- 今井月（水泳）[13][14]
- 上野文義（エコランドライバー）
- 大野正己（ソフトテニス）
- 桶谷英則（ハンドボール）
- 纐纈卓真（空手家）
- 松久功（空手家）
- 若井敦子（空手家）
- 柴田ひとみ（バスケットボール）
- 田中沙季（バスケットボール）
- 田中優里（バスケットボール）
- 坪井保菜美（新体操）
- 松原梨恵（新体操）
- 山脇佳奈（体操）
- 中島志保（スノーボード）
- 吉田景風（スノーボード）
- 山口剛（レスリング）
- 中島涼太（フットサル）
- 北野聖夜（フットサル）
- 戸本一真（馬術）
- 清水綾乃（射撃）

## マスコミ

### アナウンサー・キャスター
NHK
- 浅野正紀：揖斐川町
- 安藤結衣
- 大野済也：各務原市、生まれは神奈川県逗子市
- 後藤繁榮 - 定年退職し、現在は日本語センターに専属しているが、ラジオ深夜便などに出演：岐阜市
- 後藤佑季：岐阜市
- 中尾晃一郎 - 現在は日本語センター出向：岐阜市
- 吉田一貴：各務原市

東海地方の民放
- 浅井美幸 - 岐阜放送、元KBCラジオリポーター：羽島市
- 石神愛子 - メ～テレ、元鹿児島テレビ放送：北方町
- 上山真未 - 東海テレビ放送：郡上市、旧白鳥町
- 大澤広樹 - 東海ラジオ放送：各務原市
- 加藤愛 - 中部日本放送、元石川テレビ放送：養老町
- 加藤義久 - 岐阜放送：岐阜市
- 竹地祐治 - 中部日本放送、現在は経営企画部課長代理：美濃加茂市
- 林一郎 - 中京テレビ放送、現在は報道部へ異動：可児市
- 尾藤すみれ - 岐阜放送：関市
- 松原朋美 - 中京テレビ放送：中津川市
- 森夏美 - 東海テレビ放送：本巣市
- 渡邉晴子 - 岐阜放送：美濃加茂市

上記以外の民放局
- 恩田琴江 - 北陸朝日放送：岐阜市
- 関谷名加 - テレビ山口：岐阜市
- 林和人 - 北海道テレビ放送、元高知さんさんテレビ：大垣市
- 広重玲子 - TBS、現在は広報部に異動：高山市

フリー・退職者・転職者
- 青山紀子 - フリー、元東海ラジオ放送：岐阜市
- 磯部悦子 - フリー（クリアレイズ所属）、元中京テレビ放送：可児市
- 伊藤伸久 - 岐阜新聞東京支社長、元岐阜放送→岐阜新聞元解説委員・元ひだ高山総局長：各務原市
- 宇野悦加 - フリー（YESプラニング代表）、イメージアップアドバイザー、元四国放送→元NHK岐阜放送局契約キャスター：海津市
- 梅田エリカ - フリー、フリー（元昭和プロダクション所属）→元名古屋テレビ放送（メ～テレ）→フリー（元マーキュリング所属）：関市
- 梅田淳 - フリー（有限会社オフィスうめじゅん代表）、元関西テレビ放送：岐阜市
- 大橋麻美子 - フリー（NTB所属）、元中部日本放送→フリー（元圭三プロダクション所属）：各務原市
- 小野厚徳 - フリー（Talk company代表）、MC、ナレーター、リポーター　元ブルームバーグテレビジョンのアンカーマン、元ショップチャンネルのキャスト：岐阜市
- 粕谷康太郎 - 元福井放送：岐阜市
- 川口佐枝子 - 元東京MXテレビ（TOKYO MX）→フリー（元アスクマネージメント）：岐阜市
- 河路直樹 - 元東海ラジオ放送→元RKB毎日放送→フリー（元圭三プロダクション所属）：岐阜市
- 草野満代 - フリー（セント・フォース所属）、元NHK→TBSと局契約：中津川市、旧福岡町
- 熊田克隆 - JTCメディアグループ代表取締役、元岐阜放送→元中京テレビ放送：岐阜市
- 桑原麻美 - フリー、元中国放送→元メ～テレ：岐阜市、旧柳津町
- 近藤サト - フリー（ベルベットオフィス所属）、元フジテレビ：土岐市
- 鈴木智草 - 元山梨放送：高山市
- 角令子 - 元岐阜放送→元名古屋テレビ放送→元NHK岐阜放送局契約キャスター：岐阜市
- 鷲見玲奈 - フリー（セント・フォース所属）、元テレビ東京：岐阜市
- 樋田かおり - フリー（株式会社トークナビ代表取締役）、元青森放送→元中京テレビ放送：岐阜市
- 林美玖 - 元札幌テレビ放送：岐阜市
- 深谷里奈 - フリー、元東海ラジオ放送：多治見市
- 南隼人 ‐ 侍ジャパンオフィシャルMC：垂井町

## その他

### 実業家
- 藍川清成‐現岐阜市出身
- 井箟重慶（元オリックス球団代表）‐瑞浪市出身
- 岩崎瀧三‐郡上市出身
- 大島寅夫（中日新聞社副会長、元社長） - 現海津市出身
- 大竹和彦（第3代日本年金機構理事長、協同住宅ローン取締役会長、農林中金総合研究所取締役会長、農林中央金庫代表理事専務）[15]
- 大橋英吉（元いすゞ自動車社長）
- 岡嶋昇一（エディオンEAST社長、エディオン副社長）
- 岡本太一‐岐阜市出身
- 小栗孝一‐郡上市出身
- 各務鎌吉（三菱財閥の大番頭）‐現岐阜市出身
- 垣内俊哉‐中津川市出身
- 薫田大二郎（FC岐阜代表取締役社長）‐各務原市出身
- 澤田榮作（株式会社マルエイ社長）-現岐阜市出身
- 椎名武雄（日本アイ・ビー・エム株式会社元会長）‐関市出身
- 鈴木修（スズキ代表取締役会長兼社長）-下呂市出身
- 高木養根（元日本航空社長）‐高山市出身
- 髙﨑裕樹（名古屋鉄道社長）‐本巣市出身
- 立川敬二‐大垣市出身
- 立川勇次郎（揖斐川電気工業創業者）-大垣市出身
- 柘植康英（東海旅客鉄道社長）-大垣市出身
- 土屋嶢‐大垣市出身
- 辻秀典‐岐阜市出身
- 中島徳至‐下呂市出身
- 那須野昌隆‐中津川市出身
- 長瀬富郎（花王創業者）-中津川市出身
- 永田佐吉（江戸時代の実業家）‐現羽島市出身
- 羽賀征治‐揖斐川町出身
- 早矢仕有的（丸善創業者）‐山県市出身
- 林高生（エイチーム創業者・社長）‐土岐市出身
- 平生釟三郎（川崎造船所社長、大正海上火災保険会長、大日本帝国憲法時代第45代文部大臣）
- 馬淵辰郎（元三菱石油社長）
- 丸山弘昭（アタックスグループ創業者・代表）
- 水野利八（美津濃創業者）‐大垣市出身
- 安田善次‐大垣市出身
- 安田隆夫（ドン・キホーテ会長）
- 和田哲幸 - 可児市出身
- 山本亜土（名古屋鉄道会長）-岐阜市出身
- 横山元彦‐各務原市出身
- 吉田勝利‐岐阜市出身
- 吉田隆徳‐川辺町出身
- 林義郎
- 清水義之
- 田口弘
- 松原茂
- 大野哲男
- 山本五郎
- 坂井昌治
- 小寺成蔵
- 小寺源吾
- 水野弘道
- 矢橋宗太郎
- 矢橋敬吉
- 矢橋亮吉
- 矢橋龍吉
- 矢橋龍太郎
- 矢橋次郎
- 矢橋宗一
- 原乙彦
- 矢橋龍宜
- 矢橋慎哉
- 青木武志
- 岩田義文
- 日下部久太郎
- 竹中裕紀
- 多賀潤一郎
- 西浦裕二
- 山田才吉
- 山本重雄
- 加藤乙三郎
- 田代重右衛門
- 永野一男
- 正村竹一
- 岡田只治
- 郷誠之助
- 福留朗裕
- 村瀬清司
- 横山俊朗
- 野口真人
- 西岡徹人‐関ヶ原町出身

### 囲碁棋士
- 大平修三（九段：日本棋院）
- 土田正光（九段：日本棋院）-岐阜市出身
- 小県真樹（九段：日本棋院）
- 石榑郁郎（九段：日本棋院）-岐阜市出身

### 将棋棋士・女流棋士
- 長沼洋
- 高田明浩-各務原市出身
- 宮嶋健太-岐阜市出身
- 山口仁子梨（女流棋士）-岐阜市出身
- 山口稀良莉（女流棋士）-岐阜市出身
- 岩佐美帆子（女流棋士）-岐阜市出身

### 発明家
- 岡田只治-関市出身

### スピリチュアル関係者
- 臼井甕男（「臼井靈氣療法」創始者）-山県市出身

### 歴史上の人物
政治・軍事
- 斎藤道三（親子二代説を採る場合）
- 斎藤義龍
- 斎藤龍興
- 竹中半兵衛
- 稲葉良通
- 安藤守就
- 氏家直元
- 明智光秀
- 森蘭丸
- 森長可
- 森忠政
- 土田御前（織田信長の母）
- 可児吉長（笹の才蔵）
- 小池家継
- 仙石秀久
- 前田玄以
- 不破光治
- 生駒親正
- 金森長近
- 一柳直末
- 堀秀政
- 蜂屋頼隆
- 西尾光教

宗教
- 円空
- 安楽庵策伝

文化
- 古田重然（織部）
- 田中大秀（国学者）
- 佐藤一斎（儒学者、幕府昌平黌学長、言志四録著者、岩村藩士、出生地は東京都）

### 創作物に登場する人物
- 葉山南‐『ロングバケーション』の主人公
- 角田美樹‐『泣かないと決めた日』の主人公
- 富島平太‐『鉄の骨』（NHKドラマ）の主人公
- 赤月巴‐『テニスの王子様SWEAT & TEARS 2』の主人公
- 岐阜キリコ（『もえちり!』シリーズの擬人化キャラ）
- 豹朝夫‐『太陽戦隊サンバルカン』の登場人物
- 辰夫‐『タイガー&ドラゴン』の登場人物
- 葵新伍‐『キャプテン翼』の登場人物
- ルドルフ‐『ルドルフとイッパイアッテナ』他シリーズの主人公
- 三浦信輔‐『相棒』の登場人物、トリオ・ザ・捜一の一員
- 涼宮星花‐『アイドルマスター シンデレラガールズ』の登場人物
- 八神マキノ-『アイドルマスター シンデレラガールズ』の登場人物

## 岐阜県にゆかりのある人物

### 岐阜県に居住歴のある人物
- 天津希（バスケットボール選手、中国・天津出身。岐阜女子高等学校に留学）
- 石垣佑磨（俳優、岐阜県生まれ、東京都練馬区育ち。母、母方の祖母が安八郡輪之内町出身）
- 菊池涼介（東京都東大和市出身。広島東洋カープ内野手。中京学院大学卒業。）
- 榊原諒（愛知県高浜市出身。元北海道日本ハムファイターズ、オリックス・バファローズ投手。中京高等学校卒業。）
- 須田一二三（競輪選手、三重県出身。選手登録地が当県）
- 仙波太郎（現在の愛媛県松山市出身。第14回衆議院議員総選挙で岐阜3区から出馬して当選。）
- 竹内雄作（競輪選手、愛知県知多郡阿久比町出身。選手登録地が当県）
- 床田寛樹（兵庫県尼崎市出身。広島東洋カープ投手。中部学院大学卒業。）
- 野間峻祥（兵庫県三木市出身。広島東洋カープ外野手。中部学院大学卒業。）
- 濱口高彰（競輪選手、岐阜県立岐南工業高等学校を経て、選手登録地が当県）
- 松田宣浩（滋賀県草津市出身。福岡ソフトバンクホークス内野手。中京高等学校卒業。）

### 親族が岐阜県出身の人物
- 東八郎（コメディアン、東京府東京市浅草区〈現在の東京都台東区浅草〉出身。父が大垣市出身）
- 東貴博（お笑い芸人、東京都台東区浅草出身。父方の祖父が大垣市出身。八郎の次男）
- 東朋宏（お笑い芸人、東京都台東区浅草出身。父方の祖父が大垣市出身。八郎の三男）
- 伊勢谷友介（東京都出身、俳優、山本寛斎の異母弟、山本未来の年少の叔父。父方の祖母が岐阜市出身）
- 一岡浩司（笠松競馬場公認予想屋、三重県伊賀市出身）
- 王新朝喜（バスケットボール選手、中国・天津出身。岐阜女子高等学校に留学）
- 大橋巨泉（東京都墨田区出身。江戸切子の名人だった祖父の徳松が岐阜県出身）
- 魁皇博之（福岡県直方市出身。元大相撲力士、第15代浅香山親方。妻の西脇充子が神戸町出身）
- 六代 桂文枝（大阪府堺市出身。本名は「河村静也」で、「河村」姓の本籍が岐阜県本巣市）
- 北原里英（愛知県一宮市出身。元NGT48、母が岐阜市出身）
- 倉木麻衣（シンガーソングライター、山前五十洋の娘。父方の祖父が岐阜県出身）
- 島田紳助（元お笑い芸人、京都府京都市南区出身。母が垂井町出身）
- 鈴木達央（声優、愛知県岡崎市出身。妻のLiSAが関市出身）
- 高野人母美（プロボクサー兼モデル、東京都墨田区出身。父が高山市出身）
- 辻真先（脚本家、漫画原作者、父が辻寛一が岐阜県出身）
- 富田鈴花（日向坂46、神奈川県川崎市出身。祖父が岐阜県出身）
- 長屋晴子（緑黄色社会ボーカル、愛知県名古屋市出身。曾祖父が関市板取町出身）
- 中島みゆき（シンガーソングライター、北海道札幌市出身。祖父が本巣市出身）
- 長谷川穂積（兵庫県西脇市出身。母が岐阜県出身）
- 山口一郎（ミュージシャン、サカナクション、北海道小樽市出身。父が益田郡金山町[16][17]〈現在の下呂市〉出身。2021年3月に4つの小学校が統合し下呂市立金山小学校の新しい校歌を作ることになり、父が作詞、山口が作曲した[16][17]。）
- 山前五十洋（映画監督、京都府京都市出身。父の山前実治が岐阜県出身）
- 山本寛斎（デザイナー、神奈川県横浜市出身。母が岐阜市出身）
- 山本未來（女優、東京都出身。山本寛斎の娘。父方の祖母が岐阜市出身）
- 吉木りさ（タレント、千葉県船橋市出身。父が岐阜県出身）
- 吉田秀彦（柔道家兼格闘家、愛知県大府市出身。親が飛騨地方出身）